# Surimi (àlbum)
Surimi és una versió limitada europea de la col·lecció senzill Sushi del grup de Neuroticfish. Conté noves remescles de Skin i un CD bonus amb demostracions no publicades anteriorment.

## Llista de pistes
1. Skin (Binary 2002) - 5:59
2. Skin (Broken Boyband) - 5:24
3. Skin (Live) - 5:18
4. M.F.A.P.L. (Intelligent Tribal Freak Mix) - 5:21
5. All I Say - 4:51
6. Black Again V3 - 2:29
7. Velocity (Original) - 5:00
8. Velocity (Club Edit) - 5:31
9. Neurocaine - 4:36
10. Wakemeup! (Club Edit) - 5:12
11. Wakemeup! (JAB Remix) - 4:54
12. Care - 6:08
13. Rotten - 4:10
14. Wakemeup! (Extended) - 9:38
15. I Don't Care - 4:56
16. Black Again - 4:54
17. Mechanic Of The Sequence - 4:13
18. Love And Hunting - 4:16